# Schwabstetten (Wüstung)
Schwabstetten (auch Schwaibstetten und Abstetten) war eine mittelalterliche Siedlung, die auf der Gemarkung von Kirchberg an der Murr im baden-württembergischen Rems-Murr-Kreis lag. Über die Geschichte der Wüstung ist so gut wie nichts mehr bekannt.

## Lage
Schwabstetten lag etwa einen Kilometer südlich von Kirchberg an der Murr in einer Schlinge der Murr. Das Gelände ist ein Acker. Der Flurname lautet Abstetter, was eine Verkürzung des alten Ortsnamens darstellt.

## Geschichte
In erhaltenen Urkunden wird der Ort erwähnt als Schwabstetten (1501, 1530, 1568, 1569), dann als Schwaibstetten (1702) und schließlich als Abstetten (1773). Um 1530 ist Gartenland in Schwabstetten erwähnt. Daher dürfte der Ort am Ende des 15. Jahrhunderts oder zu Beginn des 16. Jahrhunderts eingegangen sein.
Wahrscheinlich wurde Schwabstetten an der Stelle eines ursprünglich römischen Gutshofs (Villa rustica) gebaut. Dafür sprechen Funde von römischen Münzen und Ziegelsteinen in der Flur. Bei der Anlage einer Brunnenstube konnten laut Heimatforscher Willi Müller bemerkenswerte Funde wie Scherben, Bruchstücke von Ziegeln, Tierknochen (von Rindern) gemacht werden. Der Boden um die Quelle war sandig, gleich dem der Boden eines Sees. Tatsächlich wurde noch im 18. Jahrhundert ein See in der Flur Abstetten erwähnt. Weiterhin fand man ein eisernes Gerät, das nicht genauer bestimmt werden konnte. Müller äußerte die Vermutung, dass der römische Wohnplatz von den Alemannen übernommen wurde. Eigentlich wurden verlassene römische Gutshöfe von den Germanen nur sehr selten übernommen; die meisten verfielen. Die Flur ist jedoch ein sonniger Südhang und die Quelle dürfte Menschen und Tieren ausreichend Wasser gespendet haben. Vielleicht wurden auch römische Baureste in die frühmittelalterliche Siedlung integriert. Bemerkenswert ist, dass auch andere römische Wohnplätze (der Auhof und Eichhalden) bei Kirchberg in späteren Zeiten von Germanen neu besiedelt wurden.
Bis zur Flurbereinigung gab es in der Flur Abstetter noch etwa 40 kleine, vieleckige Parzellen, die gärtnerisch genutzt wurden. Ohne Zweifel dürfte es sich bei diesen Parzellen um ehemalige Hofraiten gehandelt haben. Zwei alte Wege führten von Kirchberg nach Schwabstetten: Die Gartenstraße und die Magengasse. Während die eine noch vorhanden ist, wurde die andere modern überbaut.